# Clube Juvenil
29° 10′ 03,52″ S, 51° 10′ 42,89″ O

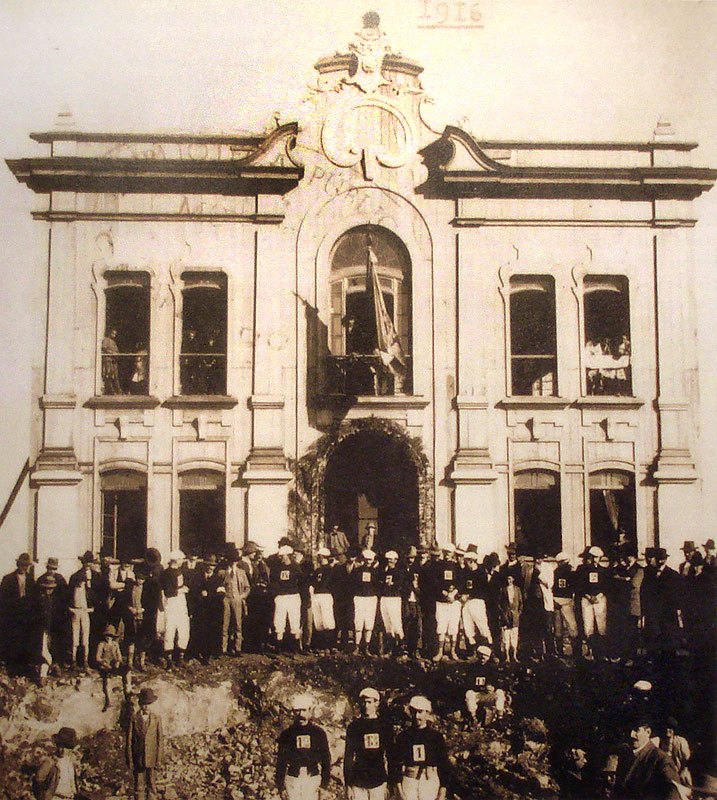
Primeira sede própria em foto de 1916

O Clube Juvenil é um clube da cidade brasileira de Caxias do Sul, no estado do Rio Grande do Sul. Fundado em 1905, suas cores são o amarelo e o vermelho. Uma das mais antigas e tradicionais entidades sociais e recreativas da cidade, ao longo de sua história desenvolveu intensa atividade através de bailes e festas, fomento do esporte e promoções culturais, artísticas e beneficentes. Em seu seio foi criado o primeiro time de futebol adulto de Caxias e o primeiro cinema. Sua sede social é patrimônio tombado. Na última década dificuldades financeiros levaram o clube a um sensível declínio. Depois de quase um século desempenhando o papel de um dos principais centros de atividade social e cultural da cidade, a sede foi fechada e o prédio foi posto para alugar em 2021.

## História

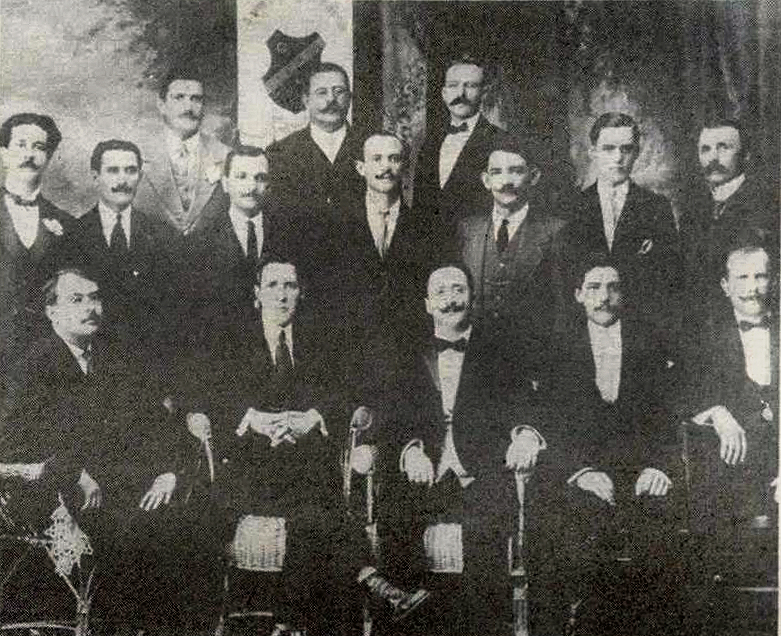
Fundadores do clube em 1905

O Clube Juvenil é uma das mais antigas e tradicionais associações sociais e recreativas de Caxias do Sul, e sua história confunde-se com a da cidade. Foi idealizado por Américo Ribeiro Mendes, Carlos Giesen e Henrique Moro, insatisfeitos com as poucas opções de socialização que a cidade oferecia. Eles então convidaram cerca de vinte jovens para efetivar a fundação de um clube. No dia marcado, 19 de junho de 1905, só compareceram onze dos convidados. A fundação ocorreu na casa de José Bragatti, cujo piso superior passou a servir como sede temporária da novel entidade.Ver nota:  A primeira diretoria foi composta por Carlos Giesen, presidente; Dante Panarari, vice; Américo Mendes, secretário; Henrique Moro, tesoureiro; Archimino Selistre de Campos, orador oficial; Vitório Rossi e Antônio Guelfi, diretores de festas. O nome do grêmio inicialmente deveria ser Sociedade União Caxiense, mas após discussões foi escolhido Clube Juvenil. Seus primeiros estatutos estabeleciam que só seriam admitidos homens solteiros, mas essa restrição logo foi revogada. Também previam que suas funções seriam "promover toda a sorte de divertimentos às excelentíssimas famílias desta localidade, tais como bailes, piqueniques, passeios campestres, etc. As festas serão realizadas mensalmente às expensas do clube".
Em 23 de julho o clube realizava seu primeiro baile, com grande sucesso, e no dia 31 de dezembro foi organizado o primeiro baile de gala, quando a diretoria foi formalmente empossada. Embora tivesse gozado da simpatia da comunidade desde o início, alguns políticos passaram a exigir um posicionamento politizado da diretoria, o que gerou uma onda de atritos e perseguições. O vigário da Matriz Carmine Fasulo também levantou uma campanha contra o clube. Esses conflitos se perpetuaram por alguns anos, sendo agravados por dificuldades financeiras.

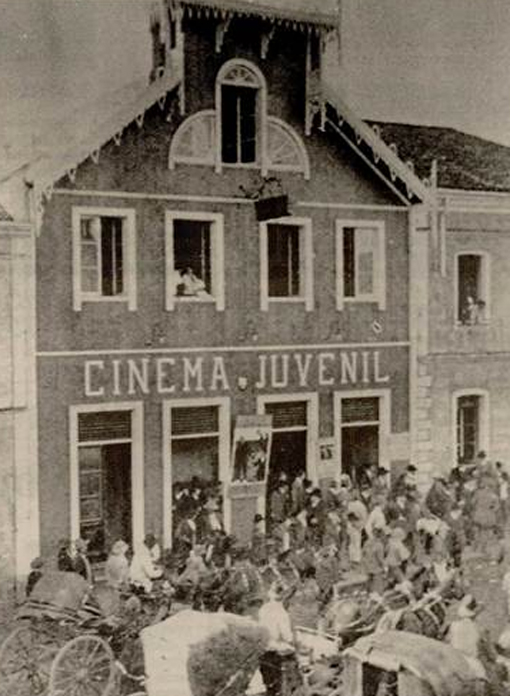
Segunda sede do cinema do Clube Juvenil

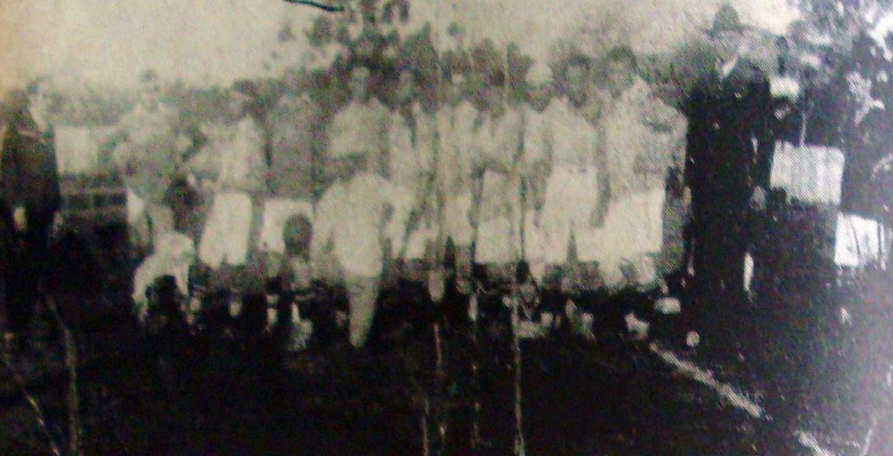
Primeiro time de futebol do clube, 1912

Em 1907 o Juvenil fundou o primeiro cinema de Caxias, o Cinema Juvenil, numa época em que as projeções era realizadas em locais improvisados. Em 1908 Nair Ronca foi eleita primeira Rainha do Juvenil. No mesmo ano a sede foi transferida para um prédio mais amplo, também alugado, onde hoje se localiza o Hospital Pompeia. Ali se concentraram as grandes comemorações cívicas pela chegada do trem em 1910, mas já se desejava a obtenção de uma sede própria. Foi escolhido um terreno na rua Andrade Pinto, hoje rua Os 18 do Forte, prevendo-se um edifício com um grande salão de festas, restaurante, sala de bilhar, espaço para jogos de salão e bolão e outras dependências. Em 19 de junho de 1911 foi lançada a pedra fundamental, sendo inaugurado pelo intendente José Pena de Moraes em 19 de junho de 1912 em meio a grandes festividades, que incluíram uma assembleia solene, aclamações, banquetes, competições esportivas, passeata cívica e baile de gala.
Ainda em 1911 o clube lançou uma campanha para construção do Teatro Juvenil, inaugurado na mesma época que a sede própria com espetáculos de uma companhia dramática italiana. O teatro dava espaço para dramas, comédias, concertos, números de mágica, atrações circenses, festas escolares, palestras e promoções beneficentes. Em 1914 o clube começou a organizar um grupo teatral próprio, e a renda das apresentações reverteria para pagar as dívidas da construção do prédio.
Em 1912 foi fundado o seu time de futebol, com o nome Grêmio Foot Ball Juvenil, o primeiro da cidade a manter atividade consistente, incorporando parte dos integrantes do Sport Club Ideal (grupo infanto-juvenil), e tendo como primeiro presidente Carlos Giesen. Nesta época o clube já desenvolvia marcante atividade social, recreativa e cultural, mas era restrito a membros casados. Para contornar esse impedimento um grupo de jovens solteiros fundou em 1913 o Recreio da Juventude, que pouco depois fundaria um time próprio, o Esporte Clube Juventude. Segundo Priscila Cruz, "a formação dos grupos futebolísticos de ambas as entidades alimentou a rivalidade já existente entre os clubes e atraiu a população para a prática do futebol", um esporte então praticamente desconhecido na região. "Essa competição entre os times, entretanto, alimentava a disseminação da cultura futebolística e atraia para dentro dos gramados não somente amantes caxienses do futebol mas também de cidades vizinhas. De certa forma, esse fato alimentava e difundia a cultura dos habitantes de Caxias do Sul, já que todos que eram seduzidos pelo futebol acabavam se envolvendo com as atividades dos clubes". As disputas esportivas se tornaram mais frequentes, outros clubes apareceram, levando à criação do Campeonato Citadino. Seu time de futebol foi campeão do Citadino em 1927. Conquistaria novamente o título no ano seguinte, dentro de campo. Porém, foi desclassificado por escalar um jogador irregularmente e o Juventude foi declarado o campeão. O Juvenil também foi um dos membros fundadores da Federação Rio Grandense de Desportos (atual Federação Gaúcha de Futebol), em maio de 1918. 

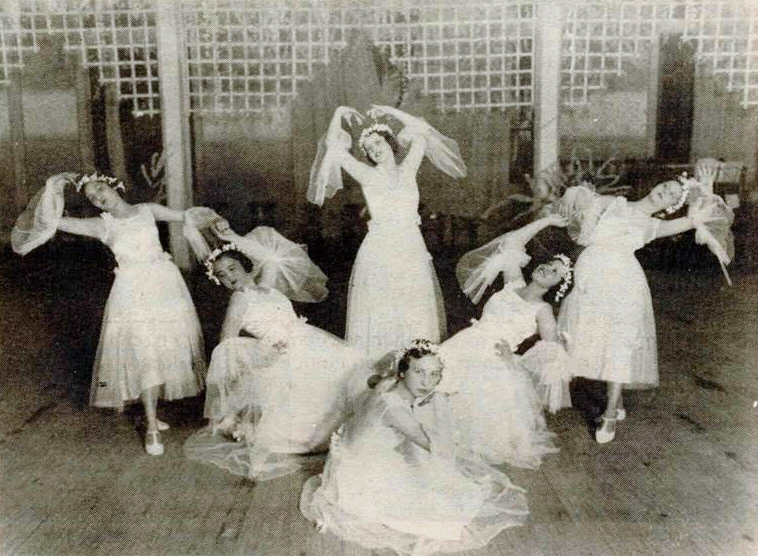
Apresentação das Falenas em 1935

No mesmo período merece destaque a criação de uma escola primária aberta para a comunidade, e, desde 1922, a participação feminina através das Falenas, um grupo semi-independente que desenvolvia atividades artísticas, sociais e beneficentes e contava com a colaboração de rapazes. Sua primeira presidente foi Didila Saldanha, funcionando até 1967. Em 1924 a sede e o teatro que ficava anexo foram destruídos por um incêndio, e a administração foi transferida temporariamente para a sede da Associação dos Comerciantes. Um terreno foi comprado em 1925 na avenida Júlio de Castilhos 1677, na esquina com a rua Marquês do Herval, dando-se início à construção de um suntuoso edifício, inaugurado em 8 de dezembro de 1928. Em 1936 foi inaugurada uma grande biblioteca com obras nacionais e estrangeiras.
Com o tempo o clube cresceu, ampliando o quadro de sócios e a sua estrutura. Em 1954 absorveu o Clube de Natação Caxiense transformando-o em sua sede recreativa, localizada na rua Marquês do Herval 147, com piscinas, quadras de esporte, parque infantil e restaurante. Em 1955, comemorando seu cinquentenário com grandes bailes e solenidades, com a presença de autoridades e da Miss Brasil Marta Rocha, o Juvenil foi também muito festejado na imprensa caxiense, e vários artigos foram publicados enaltecendo sua importância para a cidade. Na ocasião o prefeito Hermes Webber disse:
"Pelo que o Clube Juvenil representa para a comunidade caxiense; pelo que contribuiu para o fortalecimento do espírito de sociabilidade do nosso povo, com todas as favoráveis decorrências daí advindas; enfim, pela larga soma de bons serviços direta e indiretamente prestados ao povo caxiense neste meio século de atividades juvenilistas, as festividades alusivas ao Jubileu de Ouro do Clube Juvenil ultrapassam os restritos limites da sede social e do quadro de associados do Clube aniversariante para, sem favor algum, se elevarem a festejos da própria cidade e do povo todo da cidade, a cuja vida e progresso o Clube Juvenil se encontra tão intimamente ligado. [...] Com efeito, mais do que o êxito brilhante e sólido da iniciativa de um reduzido grupo de jovens, o Clube Juvenil corresponde a uma das mais belas afirmações da decidida vocação do caxiense em criar, lutar, construir e progredir, sem jamais  desanimar diante dos obstáculos".

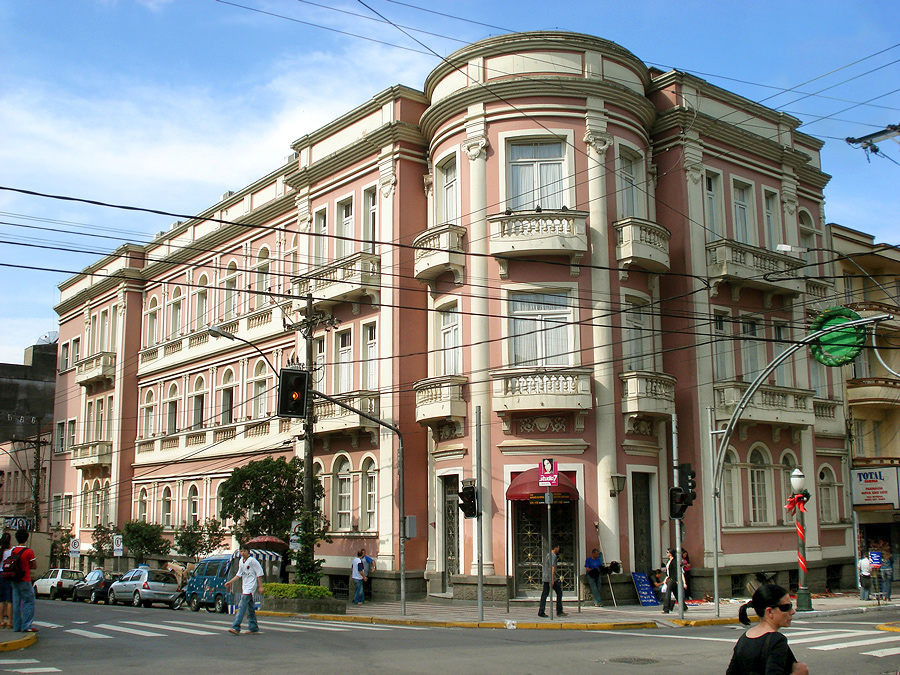
A sede social do Clube Juvenil

Na década de 1960 a sede social passou por uma grande reforma que lhe acrescentou um terceiro pavimento. Em 1977 uma sala na sede foi convertida em teatro, com capacidade para 150 assentos. Por causa de sua marcante presença na vida de Caxias do Sul, o clube acumulou um significativo acervo histórico, artístico e documental, sendo então criado em 1990 o Departamento de Pesquisa e Acervo Histórico, com a coordenação do professor de História Juarez Ribeiro Mendes, colaboração do historiador Mário Gardelin e apoio do Arquivo Histórico Municipal, que se responsabilizou pela guarda do acervo. O objetivo foi preservar, organizar e divulgar o material remanescente. Também foi feita uma chamada à comunidade para que doasse objetos, fotografias e outros materiais relacionados à história do clube. Em 2001 foi elaborado um projeto para construção de uma Sede Campestre no município de São Francisco de Paula, com 90 hectares.
Além das suas festas e bailes de gala, que ao longo do tempo se tornaram dos mais concorridos e glamurosos eventos sociais da cidade, o clube abria regularmente seus espaços para atividades de cultura voltadas para toda a comunidade caxiense, tais como exposições de arte, concertos e recitais, saraus literários, além de eventos políticos e cívicos. Mário Gardelin disse que "aí juntaram-se homens de negócios, quando o comércio era a atividade principal. Realizaram-se as mais aprimoradas manifestações de cultura, a que devemos mencionar, por primeiro, a biblioteca, variadíssima e que foi dispersa com o andar do tempo. Mencionaremos as conferências, as exposições de pintura e especialmente os concertos. Sem falar, é claro, nas manifestações ocorridas por ocasião das Festas da Uva. Lá esteve a sede da Associação dos Comerciantes. E muitos caxienses ilustres tiveram as portas do clube para serem velados". Segundo Janaína Silva, "o Clube Juvenil está intimamente ligado à história de Caxias do Sul. Muito além dos grandes bailes de carnaval e festas que reuniam a alta sociedade caxiense, o Juvenil teve papel fundamental em acontecimentos políticos e culturais. Foi lá, por exemplo, que surgiu a Companhia Cinematográfica Juvenil, que exibia cinema mudo ao som do piano na década de 1910. Lá os intendentes eram recebidos quando visitavam a região. E entre muitos marcos, também no clube o jogo de xadrez foi introduzido em Caxias".
Em preparação para o centenário do clube comemorado em 2005 foi programado um amplo ciclo de atividades iniciadas em 2000, onde destacou-se um projeto de recuperação da sua história e das suas relações com o desenvolvimento social, político, econômico e cultural de Caxias do Sul, o Projeto Sempre Juvenil, coordenado por José Clemente Pozenato e pela presidente da Comissão do Centenário Elisabeth Longhi Frantz. Com a colaboração de museólogos e historiadores, o projeto foi desenvolvido em três etapas, denominadas Primeiro Ato - O Personagem e o Cenário; Segundo Ato - O Baile; Terceiro Ato - A Obra e Seus Autores, incluindo extensa pesquisa histórica, resgate da memória oral, catalogação do seu acervo histórico e iconográfico, criação de um espaço museológico e exposições didáticas de fotografias, documentos e objetos.
Depois das comemorações do centenário, iniciou um período particularmente difícil. De acordo com matéria no jornal Tempo Todo, "passados os anos de glamour, o Clube Juvenil busca a retomada do trabalho focalizando como alvo principal os filhos dos associados e a retomada da transparência financeira. Para isso a diretoria investe no planejamento estratégico que prevê o enquadramento do clube na condição de promotor cultural, e por consequência, na Lei de Incentivo à Cultura". A sede campestre ainda não estava regularizada. Em 2007 a sede social foi tombada pela Prefeitura, mas suas atividades entraram em declínio e acabaram suspensas em 2019, quando o prédio foi fechado para o público, seu tradicional restaurante foi desativado e o edifício foi posto para alugar em 2021. A diretoria alegou falta de condições financeiras para manter o imóvel, e acreditava que as rendas do aluguel poderiam ajudar a resolver os problemas do clube.

## Títulos

### Municipais
- Campeonato Citadino de Caxias do Sul: 1927, 1928, 1932 e 1935

## Presidentes
- 1905-1907: Carlos Giesen
- 1908-1910: Hermenegildo Buratto
- 1911-1912: Orestes Manfro
- 1913: Carlos Giesen
- 1914-1916: Antonio Mottola/Felipe Viale
- 1917-1918: Romano Rossi
- 1918-1919: Américo Ribeiro Mendes
- 1920: Raymundo Magnabosco/Osvaldo Dias
- 1921: Ângelo Dias
- 1922-1924: José D’Arrigo
- 1924: Paulo Rache
- 1924-1926: Raymundo Magnabosco
- 1927-1929: Américo Ribeiro Mendes
- 1929: Leonel Mosele
- 1930-1932: Ettore Pezzi
- 1932-1933: Armando Antunes
- 1934-1935: Reynaldo De Carli
- 1936: Abramo Pezzi
- 1937-1938: Orpheu D’Arrigo
- 1939-1940: Ary Zatti Oliva
- 1940-1942: Raymundo Ghilardi
- 1943: Ademaro Gay Teixeira
- 1944-1950: Nestor Rizzo
- 1950: Balduino D’Arrigo
- 1950-1953: Ernani G. Praetzel
- 1953-1954: Isaac Pelegrino Menegotto
- 1955-1957: Clóvis Boscaro Rossi
- 1957-1959: José Gazola
- 1959-1967: Nestor Rizzo
- 1967-1969: Imério Kuhn
- 1969-1971: Bivar Francisco Schimitt
- 1971-1972: Antonio César Viana
- 1973-1976: Carlos Alberto Bellini
- 1977-1978: Dino Henrique Dal Pont
- 1979-1980: Vicente Geraldo Gallicchio
- 1981-1984: Carlos Alberto Bellini
- 1985-1986: Pedro Mirtes de Lima Vargas
- 1987-1988: Carlos Alberto Bellini
- 1989-1990: Flávio José Aguzzoli
- 1991-1992: Aníbal Formighieri de Almeida
- 1993-1994: Milton Comazzetto
- 1995-1996: Celso D’Andrea
- 1997-1998: Bruno R. Nora
- 1999-2000: Milton Comazzetto
- 2001-2002: Claudemir José Tedesco
- 2003-2004: Gelson Luiz Palavro
- 2005-2006: Carlos Alberto Bellini
- 2007-2008: Carlos Alberto Bellini
- 2009-2010: Renan Ribeiro Mendes
- 2011-2012: Renan Ribeiro Mendes
- 2013-2014: Carlos Alberto Bellini
- 2015-2016: Octávio Coelho Dozza